# Microvoluta
Microvoluta Angas, 1877 è un genere di piccoli gasteropodi marini appartenente alla famiglia Volutomitridae.

## Tassonomia
Il genere comprende le seguenti specie:
- Microvoluta amphissa Bouchet & Kantor, 2004
- Microvoluta australis Angas, 1877
- Microvoluta balteata (Marwick, 1931) †
- Microvoluta blakeana (Dall, 1889)
- Microvoluta corona Simone & Cunha, 2012
- Microvoluta cryptomitra Bouchet & Kantor, 2004
- Microvoluta cythara Bouchet & Kantor, 2004
- Microvoluta dolichura Bouchet & Kantor, 2004
- Microvoluta echinata Bouchet & Kantor, 2004
- Microvoluta engonia Bouchet & Kantor, 2004
- Microvoluta fracta (Marwick, 1926) †
- Microvoluta garrardi Cernohorsky, 1975
- Microvoluta hondana (Yokoyama, 1922)
- Microvoluta intermedia (Dall, 1890)
- Microvoluta joloensis Cernohorsky, 1970
- Microvoluta marginata (Hutton, 1885)
- Microvoluta marwicki (Vella, 1954) †
- Microvoluta miranda (E. A. Smith, 1891)
- Microvoluta mitrella Bouchet & Kantor, 2004
- Microvoluta nodulata P. A. Maxwell, 1988 †
- Microvoluta pentaploca Finlay, 1927 †
- Microvoluta respergens Bouchet & Kantor, 2004
- Microvoluta royana Iredale, 1924
- Microvoluta stadialis (Hedley, 1911)
- Microvoluta superstes Bouchet & Warén, 1985
- Microvoluta teretiuscula (Thiele, 1925)
- Microvoluta tessellata Ortega & Gofas, 2019
- Microvoluta veldhoveni (De Jong & Coomans, 1988)
- Microvoluta vetusta Laws, 1936 †
- Microvoluta wainuioruensis (Vella, 1954) †